# Đảng Cộng sản Việt Nam
Đảng Cộng sản Việt Nam là đảng cầm quyền và là chính đảng duy nhất được phép hoạt động tại Việt Nam theo Hiến pháp. Theo Cương lĩnh và Điều lệ chính thức hiện nay, Đảng là đại diện của giai cấp công nhân, nhân dân lao động và của cả dân tộc, lấy Chủ nghĩa Marx-Lenin và Tư tưởng Hồ Chí Minh làm kim chỉ nam cho mọi hoạt động. Trong ngữ cảnh không chính thức cũng dùng từ "Đảng" (hoặc "Đảng ta") để nói về Đảng Cộng sản Việt Nam.

Cơ quan cao nhất của Đảng là Đại hội Đại biểu toàn quốc, nơi sẽ bầu ra Ban Chấp hành Trung ương. Giữa các kỳ Đại hội Đảng, Ban Chấp hành Trung ương Đảng là cơ quan tối cao quyết định các vấn đề của Đảng. Sau Đại hội, Trung ương sẽ bầu ra Bộ Chính trị, Ban Bí thư và Ủy ban Kiểm tra Trung ương và bầu một Ủy viên Bộ Chính trị làm Tổng Bí thư.

Đảng huy không chính thức của Đảng Cộng sản Việt Nam, thường được dùng trên các bằng khen của các tổ chức trong Đảng.

## Vai trò
Điều 4 của Hiến pháp Việt Nam 2013 khẳng định vai trò lãnh đạo tuyệt đối của Đảng lên Nhà nước và xã hội:
| “ | Đảng Cộng sản Việt Nam, đội tiên phong của giai cấp công nhân Việt Nam, đại biểu trung thành quyền lợi của giai cấp công nhân, nhân dân lao động và của cả dân tộc, theo chủ nghĩa Marx - Lenin và Tư tưởng Hồ Chí Minh, là lực lượng lãnh đạo Nhà nước và xã hội. | ” |

Đảng Cộng sản Việt Nam là đảng cầm quyền tại Cộng hòa Xã hội Chủ nghĩa Việt Nam và ảnh hưởng đến phát triển kinh tế, xã hội, chính trị của nhà nước này, đảng viên là những người nắm giữ các cương vị chủ chốt trong các cơ quan lãnh đạo của Đảng và Nhà nước Việt Nam.
Trong Di chúc của Hồ Chí Minh có viết:
| “ | Đảng ta là một Đảng cầm quyền, mỗi đảng viên và cán bộ phải thật sự thấm nhuần đạo đức cách mạng, thật sự cần kiệm liêm chính, chí công vô tư. Phải giữ gìn Đảng ta thật trong sạch, phải xứng đáng là người lãnh đạo, là người đầy tớ thật trung thành của nhân dân. | ” |

## Điều lệ
Điều lệ Đảng là văn bản pháp lý cơ bản của Đảng, xác định tôn chỉ, mục đích, hệ tư tưởng, các nguyên tắc về tổ chức, hoạt động, cơ cấu bộ máy của Đảng; quy định trách nhiệm, nghĩa vụ, quyền hạn của đảng viên và của tổ chức đảng các cấp.
Mục đích của việc xây dựng Điều lệ Đảng là nhằm thống nhất tư tưởng, tổ chức và hành động trong toàn Đảng, thực hiện mục tiêu của Đảng. Điều lệ Đảng do Đại hội đại biểu toàn quốc của Đảng thông qua và ban hành. Mọi tổ chức đảng và đảng viên đều phải chấp hành Điều lệ Đảng.

### Những lần sửa đổi
Điều lệ Đảng đã được sửa đổi 12 lần tính tới hiện nay. Điều lệ do Đại hội Đảng toàn quốc thông qua và ban hành nên để phù hợp với bối cảnh mới khi tổ chức Đại hội Đảng các tổ soạn thảo thường đề xuất ý kiến để Đại hội thảo luận sửa đổi, bổ sung một số vấn đề trong điều lệ.
Điều lệ đầu tiên được thông qua tại Hội nghị thành lập Đảng ngày 3 tháng 2 năm 1930 với tên gọi Điều lệ vắn tắt. Với văn bản ban đầu chỉ gói gọn trong 9 điều.
Những lần sửa đổi:
- Hội nghị thành lập Đảng thông qua Điều lệ vắn tắt ngày 3 tháng 2 năm 1930, gồm 9 điều
- Đại hội lần thứ nhất của Đảng Cộng sản Đông Dương ngày 29 tháng 3 năm 1935 thông qua Điều lệ Đảng Cộng sản Đông Dương gồm 59 điều 8 chương. Điều lệ sửa đổi bổ sung tôn chỉ hành động của Đảng từ "tranh đấu để tiêu trừ tư bản đế quốc chủ nghĩa" thành "làm cách mạng phản đế và điền địa". Bổ sung độ tuổi vào Đảng từ 23 tuổi trở lên; bổ sung quy định tước đảng tịch. Bổ sung sửa đổi tổ chức Đảng các cấp, quy định nhiệm vụ Thanh niên Cộng sản Đoàn với Đảng.
- Đại hội lần thứ 2 Đảng Lao động Việt Nam, gồm 71 điều 13 chương. Sửa đổi tôn chỉ và mục đích của Đảng thành "đánh đuổi đế quốc xâm lược, xoá bỏ các di tích phong kiến và nửa phong kiến, thực hiện người cày có ruộng, phát triển kinh tế, chính trị, vǎn hoá dân chủ nhân dân". Đưa chủ nghĩa Marx-Engels-Lenin-Stalin và tư tưởng Mao Trạch Đông làm kim chỉ nam hành động. Sửa đổi độ tuổi vào Đảng là từ 18 tuổi trở lên; Bổ sung nguyên tắc dân chủ tập trung trong Đảng; sửa đổi bổ sung tổ chức của Đảng gồm Đại hội Đảng toàn quốc-Trung ương Đảng, xứ ủy-khu ủy-liên khu ủy, tỉnh ủy-thành ủy, huyện uỷ-quận uỷ-thị uỷ, chi ủy. Quy định về nhiệm vụ của các cơ quan của Đảng. Bỏ quy định đoàn thanh niên cộng sản ra khỏi điều lệ.
- Đại hội lần thứ 3 Đảng Lao động Việt Nam, gồm 62 điều 12 chương. Sửa đổi mục đích của Đảng thành "hoàn thành cách mạng dân tộc dân chủ nhân dân, thực hiện chủ nghĩa xã hội và chủ nghĩa cộng sản ở Việt Nam". Sửa đổi chủ nghĩa Marx-Lenin làm nền tảng tư tưởng và kim chỉ nam hành động của Đảng. Bổ sung nhiệm vụ đảng viên "thực hành tiết kiệm, tích cực đấu tranh chống lãng phí, tham ô". Bổ sung quy định chi tiết nguyên tắc tập trung dân chủ trong Đảng. Sửa đổi tổ chức của Đảng, quy định nhiệm kỳ của Ban chấp hành Trung ương là 4 năm. Đưa Đoàn thanh niên vào điều lệ.

## Hệ tư tưởng và đường lối
Đảng Cộng sản thành lập năm 1930 sau là một phân bộ của Quốc tế Cộng sản, theo chủ nghĩa Marx - Engels - Lenin.
Theo Điều lệ Đảng năm 1935:
| “ | Đảng Cộng sản Đông Dương, đội tiền phong duy nhất của vô sản giai cấp, tranh đấu để thu phục đa số quần chúng vô sản, lãnh đạo nông dân lao động và tất thảy quần chúng lao động khác, chỉ huy họ làm cách mạng phản đế và điền địa (mưu cho Đông Dương được hoàn toàn độc lập, dân cày được ruộng đất, các dân tộc thiểu số được giải phóng), lập chính quyền Xô viết công nông binh, đặng dự bị điều kiện tranh đấu thực hiện vô sản chuyên chính, kiến thiết xã hội chủ nghĩa là thời kỳ đầu của cộng sản chủ nghĩa theo chương trình của Quốc tế Cộng sản. | ” |

Điều lệ Đảng năm 1951 xác định:
| “ | Đảng Lao động Việt Nam là Đảng của giai cấp công nhân và nhân dân lao động Việt Nam. Mục đích của Đảng là phát triển chế độ dân chủ nhân dân, tiến lên chế độ xã hội chủ nghĩa ở Việt Nam, để thực hiện tự do, hạnh phúc cho giai cấp công nhân, nhân dân lao động và tất cả các dân tộc đa số, thiểu số ở Việt Nam. | ” |

| “ | Đảng Lao động Việt Nam lấy chủ nghĩa Marx - Engels - Lenin - Stalin và tư tưởng Mao Trạch Đông kết hợp với thực tiễn cách mạng Việt Nam làm nền tảng tư tưởng và kim chỉ nam cho mọi hành động của Đảng. | ” |

Đến Đại hội Đảng lần thứ 3 (1960) thì điều lệ đảng xóa bỏ chữ "Engels, Stalin và tư tưởng Mao Trạch Đông", và từ Đại hội Đảng lần thứ 7 (1991) thêm vào chữ "Tư tưởng Hồ Chí Minh".
Đảng Lao động Việt Nam tổ chức theo nguyên tắc dân chủ tập trung. Chính cương của Đảng năm 1951 xác định: 
| “ | Đảng Lao động nhằm hoàn thành sự nghiệp giải phóng dân tộc, xoá bỏ di tích phong kiến và nửa phong kiến, phát triển chế độ dân chủ nhân dân, làm cho nước Việt Nam độc lập và thống nhất, dân chủ tự do, phú cường và tiến lên chủ nghĩa xã hội. | ” |

Tại Đại hội III năm 1960, nghị quyết xác định:
| “ | Đảng Lao động Việt Nam là Đảng của giai cấp công nhân Việt Nam, là đội tiền phong có tổ chức và là tổ chức cao nhất của giai cấp công nhân. Đảng gồm những người giác ngộ tiên tiến, gương mẫu, dũng cảm và hy sinh nhất trong giai cấp công nhân, trong nông dân lao động, trí thức cách mạng và các tầng lớp nhân dân lao động khác, tự nguyện đứng trong hàng ngũ Đảng mà phấn đấu. Đảng đại biểu quyền lợi của giai cấp công nhân, đồng thời đại biểu quyền lợi của nhân dân lao động và quyền lợi của dân tộc. Mục đích của Đảng là hoàn thành cách mạng dân tộc dân chủ nhân dân, thực hiện chủ nghĩa xã hội và chủ nghĩa cộng sản ở Việt Nam. | ” |

| “ | Đảng lao động Việt Nam lấy chủ nghĩa Marx - Lenin làm nền tảng tư tưởng và kim chỉ nam cho mọi hành động của Đảng. Đảng Lao động Việt Nam đi đường lối quần chúng trong mọi hoạt động của mình. Đảng Lao động Việt Nam tổ chức theo nguyên tắc tập trung dân chủ và có kỷ luật rất nghiêm minh. Tập trung dân chủ là nguyên tắc tổ chức cǎn bản của Đảng. | ” |

Cương lĩnh của đảng năm 1991 xác định: 
| “ | Đảng Cộng sản Việt Nam là đội tiên phong của giai cấp công nhân Việt Nam, đại biểu trung thành lợi ích của giai cấp công nhân, nhân dân lao động và của cả dân tộc. Đảng lấy chủ nghĩa Marx - Engels - Lenin và tư tưởng Hồ Chí Minh làm nền tảng tư tưởng, kim chỉ nam cho hành động, lấy tập trung dân chủ làm nguyên tắc tổ chức cơ bản. | ” |

Nghị quyết của đảng năm 1991 cũng nêu rõ: 
| “ | Đảng Cộng sản Việt Nam lấy chủ nghĩa Marx - Lenin và tư tưởng Hồ Chí Minh làm nền tảng tư tưởng, kim chỉ nam cho hành động, tiếp thu tinh hoa trí tuệ của dân tộc và của nhân loại, nắm vững quy luật khách quan và thực tiễn của đất nước để đề ra Cương lĩnh chính trị, đường lối cách mạng đúng đắn, phù hợp với yêu cầu, nguyện vọng của nhân dân. | ” |

| “ | Mục đích của Đảng là xây dựng nước Việt Nam dân chủ, giàu mạnh theo con đường xã hội chủ nghĩa và cuối cùng là thực hiện lý tưởng cộng sản chủ nghĩa. | ” |

Cương lĩnh bổ sung, phát triển năm 2011 ghi: "Xã hội xã hội chủ nghĩa mà nhân dân ta xây dựng là một xã hội: Dân giàu, nước mạnh, dân chủ, công bằng, văn minh; do nhân dân làm chủ; có nền kinh tế phát triển cao dựa trên lực lượng sản xuất hiện đại và quan hệ sản xuất tiến bộ phù hợp; có nền văn hoá tiên tiến, đậm đà bản sắc dân tộc; con người có cuộc sống ấm no, tự do, hạnh phúc, có điều kiện phát triển toàn diện; các dân tộc trong cộng đồng Việt Nam bình đẳng, đoàn kết, tôn trọng và giúp nhau cùng phát triển; có Nhà nước pháp quyền xã hội chủ nghĩa của nhân dân, do nhân dân, vì nhân dân do Đảng Cộng sản lãnh đạo; có quan hệ hữu nghị và hợp tác với các nước trên thế giới".
Cương lĩnh sử dụng từ "nhân dân" chứ không nói "nhân dân lao động", không nói "quan hệ sản xuất xã hội chủ nghĩa", mà chỉ nói "quan hệ sản xuất tiến bộ phù hợp".
Đảng Cộng sản Việt Nam được biết đến với việc đưa ra và phát triển mô hình kinh tế thị trường định hướng xã hội chủ nghĩa. Trên thực tế đường lối của Đảng hiện nay gây ra rất nhiều tranh luận từ phía bên ngoài, là "hữu khuynh" hay "theo đúng" tôn chỉ của chủ nghĩa Marx - Lenin. Các chính sách được cho là theo đường lối Kinh tế mới (NEP) của Lenin, nhưng cũng có ý kiến cho là những cải cách vượt xa cả NEP, và được cho là gần gũi với lý luận Đặng Tiểu Bình và đường lối của Trung Quốc hiện nay. Trong khi đó tư tưởng Hồ Chí Minh được nhiều nhà nghiên cứu hiểu khác nhau và vận dụng khác nhau. Chính sách "Đổi Mới" được đưa ra năm 1986 được một số người nhận định là "quay lại cái cũ" (như xóa bỏ hợp tác xã kiểu cũ, cho tư nhân kinh doanh rộng rãi, tư bản nước ngoài đầu tư, ra luật đầu tư, thiết lập thị trường chứng khoán, cho in lại nhiều sách vở về dân chủ - tự do, các trường phái triết học phi Marxist, các kinh điển Nho giáo, Phật giáo, Đạo giáo, trùng tu nhiều đền chùa, cho in lại văn học lãng mạn...)

## Lịch sử

### Các tổ chức tiền thân
Trước khi Đảng Cộng sản được thành lập thống nhất, thì Việt Nam có 3 đảng cộng sản riêng rẽ được thành lập là Đông Dương Cộng sản Đảng, An Nam Cộng sản Đảng và Đông Dương Cộng sản Liên đoàn. Đây chính là 3 tổ chức tiền thân của Đảng Cộng sản Việt Nam ngày nay.
Đông Dương Cộng sản Đảng được thành lập ngày 17/6/1929 tại Hà Nội. Ban Chấp hành trung ương lâm thời gồm: Trịnh Đình Cửu, Nguyễn Đức Cảnh, Ngô Gia Tự, Trần Văn Cung, Nguyễn Phong Sắc, Trần Tư Chính và Nguyễn Tuân. Trong đó Trần Văn Cung là Bí thư.
An Nam Cộng sản Đảng được thành lập ngày 15/11/1929 tại Sài Gòn . Ban Chấp hành trung ương lâm thời gồm: Châu Văn Liêm, Nguyễn Thiệu, Trần Não, Hồ Tùng Mậu, Lê Hồng Sơn và Nguyễn Sĩ Sách. Trong đó Châu Văn Liêm là Bí thư.
Đông Dương Cộng sản Liên đoàn được thành lập ngày 1/1/1930 tại Hà Tĩnh. Các thành viên chủ chốt gồm: Nguyễn Xuân Thanh, Nguyễn Khoa Văn, Trần Hữu Chương, Lê Tiềm, Ngô Đức Đệ, Nguyễn Tốn, Trần Đại Quả và Ngô Đình Mẫn. Tuy nhiên đại hội chưa kịp bầu Bí thư và Ban Chấp hành trung ương thì bị thực dân Pháp bắt bớ và đàn áp.
Đông Dương Cộng sản Đảng và An Nam Cộng sản Đảng có tiền thân là Hội Việt Nam Cách mạng Thanh niên (6/1925-8/1929). Hội do Nguyễn Ái Quốc thành lập tại Quảng Châu, Trung Quốc. Các hội viên chủ chốt có Hồ Tùng Mậu, Lê Hồng Phong, Vương Thúc Oánh... Nhiều hội viên được đào tạo tại đây đã trở về Việt Nam và thành lập các chi bộ cộng sản đầu tiên.
Đông Dương Cộng sản Liên đoàn có tiền thân là Tân Việt Cách mệnh Đảng (14/7/1928-1/1/1930). Các đảng viên Tân Việt chủ chốt gồm có Đào Duy Anh (Tổng Thư Ký), Trần Mộng Bạch, Tôn Quang Phiệt, Đặng Thai Mai... Về sau nhiều thành viên chuyển sang xu hướng cộng sản và thành lập Đông Dương Cộng sản Liên đoàn.

### Thành lập
Việc thành lập Đảng Cộng sản Việt Nam do chỉ thị của Đông Phương Bộ (là một bộ phận của Đệ Tam Quốc tế) yêu cầu Nguyễn Ái Quốc triệu tập các đại biểu cộng sản Việt Nam họp từ ngày 6 tháng 1 năm 1930 đến ngày 8 tháng 2 năm 1930 tại Hương Cảng, trên cơ sở thống nhất ba tổ chức cộng sản tại Đông Dương (Đông Dương Cộng sản Đảng và An Nam Cộng sản Đảng; thành viên từ một nhóm thứ ba tên là Đông Dương Cộng sản Liên đoàn không kịp có mặt). Hội nghị hợp nhất này diễn ra tại căn nhà của một công nhân ở bán đảo Cửu Long (Kowloon) từ ngày 6 tháng 1 đến ngày 8 tháng 2 năm 1930, đúng vào dịp Tết năm Canh Ngọ. Tham dự Hội nghị có 2 đại biểu Đông Dương Cộng sản Đảng (Trịnh Đình Cửu và Nguyễn Đức Cảnh), hai đại biểu An Nam Cộng sản Đảng (Nguyễn Thiệu và Châu Văn Liêm) và 3 đại biểu ở nước ngoài (có Nguyễn Ái Quốc, Hồ Tùng Mậu, Lê Hồng Sơn, đại biểu của Quốc tế Cộng sản). Hội nghị quyết định thành lập một tổ chức cộng sản duy nhất, lấy tên là Đảng Cộng sản Việt Nam, thông qua một số văn kiện quan trọng như: Chính cương vắn tắt, Sách lược vắn tắt, Chương trình tóm tắt, Điều lệ vắn tắt của Đảng, Lời kêu gọi. Ngày 24 tháng 2 năm 1930, Đông Dương Cộng sản Liên đoàn chính thức gia nhập Đảng Cộng sản Việt Nam. Báo cáo chính trị của Hồ Chí Minh tại Đại hội II ghi ngày thành lập Đảng là 6 tháng 1 nhưng Nghị quyết tại Đại hội III năm 1960 đổi là ngày 3 tháng 2 năm 1930.
Như vậy ngày 3 tháng 2 năm 1930 Đông Dương Cộng sản Đảng và An Nam Cộng sản Đảng chính thức hợp nhất thành một Đảng Cộng sản Việt Nam thống nhất. Ngày 24 tháng 2 năm 1930 thì Đông Dương Cộng sản Liên đoàn chính thức gia nhập.
Tại Hội nghị Ban chấp hành Trung ương, họp Hội nghị lần thứ nhất tại Hồng Kông từ ngày 14 đến 31 tháng 10 năm 1930, tên của đảng được đổi thành Đảng Cộng sản Đông Dương theo yêu cầu của Quốc tế thứ ba (Quốc tế Cộng sản) và Trần Phú được bầu làm Tổng Bí thư đầu tiên.
Theo Hà Huy Tập thì lúc mới hợp nhất, phía Đông Dương Cộng sản Đảng có 85 đảng viên, An Nam Cộng sản Đảng có 61 đảng viên và Đông Dương Cộng sản Liên đoàn có 119 đảng viên, và phân bộ Đảng Cộng sản Trung Quốc tại Đông Dương có 300 đảng viên. Ngoài ra ở Xiêm còn có 40 đảng viên và Hương Cảng (Hong Kong) có 14 đảng viên. Khi hợp nhất thì Đảng Cộng sản Đông Dương có tổng cộng 565 đảng viên, chia thành 40 chi bộ ở khắp Đông Dương, Trung Quốc, Xiêm và Hong Kong.

### Hoạt động chống Pháp

Lá cờ Xô Viết Nghệ Tĩnh – một phong trào đấu tranh chống đế quốc Pháp tại Việt Nam từ năm 1930 đến 1931

Vừa ra đời, Đảng đã lãnh đạo phong trào nổi dậy 1930–1931, nổi bật là Xô Viết Nghệ – Tĩnh, mục đích thành lập chính quyền Xô viết. Phong trào này thất bại và Đảng Cộng sản Đông Dương tổn thất nặng nề vì khủng bố trắng của Pháp. Trước tình hình đó, đầu tháng 4/1931, Xứ ủy Trung Kỳ ra Chỉ thị thanh Đảng có nội dung "Đuổi sạch sành sanh ra ngoài hết thảy những bọn trí phú địa hào. Nếu đồng chí nào muốn làm cách mạng, tự nguyện đứng về phía giai cấp vô sản mà phấn đấu cũng không cho đứng trong Đảng.". Chỉ thị này khiến một số đảng viên thuộc đối tượng thanh Đảng ra đầu thú với chính quyền, hoặc chuẩn bị ra đầu thú. Xứ uỷ Trung Kỳ phải ra lệnh thu hồi chỉ thị.
Một thời gian trong thập niên 1930, tại miền Nam, Đảng Cộng sản và những người Trotskist hợp tác với nhau trên tờ báo La Lutte, mà Hồ Chí Minh sau cho là "một số đồng chí hợp tác vô nguyên tắc".
Năm 1935, Đại hội Đảng toàn quốc lần thứ I được bí mật tổ chức tại Ma Cao do Hà Huy Tập chủ trì nhằm củng cố lại tổ chức đảng, thông qua các điều lệ, bầu Ban Chấp hành Trung ương Đảng Cộng sản Việt Nam khoá I gồm 13 ủy viên.
Đồng thời, một đại hội của Cộng sản Quốc tế thứ ba tại Moskva đã thông qua chính sách dùng mặt trận dân tộc chống phát xít và chỉ đạo những phong trào cộng sản trên thế giới hợp tác với những lực lượng chống phát xít bất kể đường lối của những lực lượng này có theo chủ nghĩa xã hội hay không để bảo vệ hòa bình chứ chưa đặt nhiệm vụ trước mắt là lật đổ chủ nghĩa tư bản. Việc này đòi hỏi Đảng Cộng sản Đông Dương phải xem các chính đảng có cùng lập trường chống phát xít tại Đông Dương là đồng minh. Tại Hội nghị Ban Chấp hành Trung ương Đảng tháng 7 năm 1936 do Lê Hồng Phong chủ trì tổ chức tại Thượng Hải, Đảng đã tạm bỏ khẩu hiệu "đánh đổ đế quốc Pháp" và "tịch thu ruộng đất của địa chủ chia cho dân cày" mà lập Mặt trận Thống nhất Nhân dân Phản đế Đông Dương, chống phát xít, đòi tự do, dân sinh dân chủ. Lợi dụng các quyền tự do, dân chủ do chính quyền cánh tả Pháp ban hành, đảng hoạt động công khai, đấu tranh nghị trường, tham gia các cuộc bầu cử, sử dụng các quyền chính trị đấu tranh cho lợi ích công nông bình dân. Tháng 3 năm 1938, Hội nghị Trung ương do Hà Huy Tập chủ trì họp ở Hóc Môn, Sài Gòn đã đổi tên Mặt trận là Mặt trận dân chủ thống nhất Đông Dương cho phù hợp tình hình.
Khi Chiến tranh thế giới thứ hai bùng nổ, chính quyền thực dân Pháp ở Đông Dương lại đàn áp mạnh tay, Đảng đã chuyển hướng, coi giải phóng dân tộc là nhiệm vụ hàng đầu. Tháng 3 năm 1939, Đảng ra bản Tuyên ngôn của Đảng cộng sản Đông Dương đối với thời cuộc. Tháng 11 năm 1939 Hội nghị Trung ương đảng họp tại Hóc Môn, Sài Gòn do Nguyễn Văn Cừ chủ trì đã thành lập Mặt trận Dân tộc Thống nhất Phản đế Đông Dương và Hội nghị Trung ương ngày 19 tháng 5 năm 1941 do Nguyễn Ái Quốc chủ trì họp tại Cao Bằng lập ra Mặt trận Việt Minh. Thông qua mặt trận này, Đảng đã lãnh đạo nhân dân giành chính quyền tại Việt Nam, được biết đến với tên gọi Cách mạng tháng Tám.

### Tự giải tán
Ngày 11 tháng 11 năm 1945 Đảng Cộng sản Đông Dương tuyên bố tự giải tán, chuyển vào hoạt động bí mật, chỉ để một bộ phận hoạt động công khai dưới danh nghĩa Hội nghiên cứu Chủ nghĩa Marx ở Đông Dương, mọi hoạt động công khai của đảng từ đây đều thông qua Mặt trận Việt Minh. Trên thực tế, Đảng vẫn hoạt động bí mật và giữ vai trò lãnh đạo chính quyền, chỉ đạo công cuộc kháng chiến kiến quốc. Khi đó Việt Minh được xem như là một tổ chức chính trị tham gia bầu cử Quốc hội khóa I và chính quyền. Sau đó Việt Minh tham gia Hội Liên hiệp quốc dân Việt Nam, cùng với Đảng Dân chủ Việt Nam và Đảng Xã hội Việt Nam...
Sau này, Đại hội Đảng lần thứ III (tháng 9 năm 1960) quyết định lấy ngày 3 tháng 2 hằng năm là ngày kỉ niệm thành lập Đảng.

### Đảng lãnh đạo tại miền Bắc
Đảng Cộng sản Việt Nam đã từng bị Việt Nam Quốc dân Đảng và một số sử gia phương Tây cáo buộc, sau khi Chính phủ Cách mạng Lâm thời nước Việt Nam Dân chủ Cộng hòa được thành lập, đã dựng lên Vụ án phố Ôn Như Hầu nhằm triệt hạ các đảng phái đối thủ chính trị của mình trong chính quyền liên hiệp.
Đảng được "lập lại", công khai (tại Việt Nam) với tên gọi Đảng Lao động Việt Nam vào tháng 2 năm 1951, tại Đại hội Đảng toàn quốc lần thứ II ở Tuyên Quang. Đại hội này được diễn ra trong lúc diễn ra Chiến tranh Đông Dương lần thứ I. Đại hội này cũng tách bộ phận của Lào và Campuchia (vốn cùng thuộc Đảng Cộng sản Đông Dương) thành các đảng riêng.
Sau đại hội II, Đảng Cộng sản thực thi chiến dịch cải cách ruộng đất. Trong cuộc cải cách, 810.000 hécta ruộng đất ở đồng bằng và trung du miền Bắc đã được chia cho 2 triệu hộ nông dân, chiếm khoảng 72,8% số hộ nông dân ở miền Bắc. Tuy nhiên, cuộc cải cách đã đấu tố oan nhiều người, dẫn đến nhiều cái chết oan (số liệu cụ thể chưa được xác định). Đến tháng 9 năm 1956, Hội nghị lần thứ 10 Ban Chấp hành Trung ương Đảng (họp từ 25/8 đến 24/9/1956) nhận định các nguyên nhân đưa đến sai lầm, và đề nghị thi hành biện pháp kỷ luật đối với Ban lãnh đạo chương trình Cải cách Ruộng đất như sau: Trường Chinh phải từ chức Tổng Bí thư Đảng, hai ông Hoàng Quốc Việt và Lê Văn Lương ra khỏi Bộ Chính trị, và Hồ Viết Thắng bị loại ra khỏi Ban Chấp hành Trung ương Đảng.
Đại hội Đảng toàn quốc lần thứ III được tổ chức tại Hà Nội vào năm 1960 chính thức hóa công cuộc xây dựng xã hội chủ nghĩa tại miền Bắc, tức Việt Nam Dân chủ Cộng hòa lúc đó và đồng thời tiến hành cách mạng dân tộc dân chủ nhân dân tại miền Nam.Tiến hành kế hoạch 5 năm lần thứ nhất.

### Hoạt động bí mật tại miền Nam

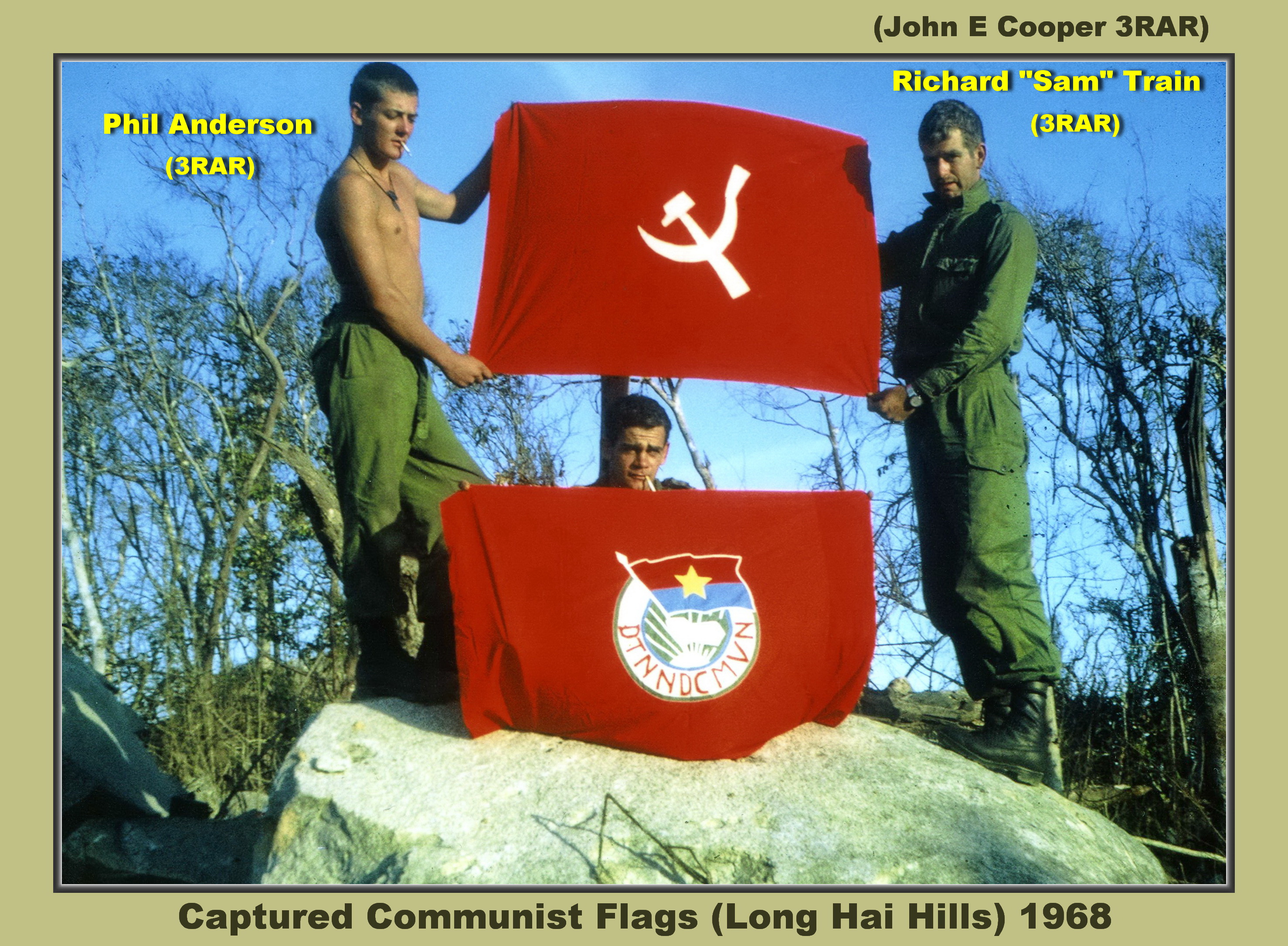
Lá cờ Đảng Nhân dân Cách mạng Việt Nam và Đoàn Thanh niên Nhân dân Cách mạng Hồ Chí Minh tại đồi Long Hải năm 1968

Tại miền Nam, đảng bộ Miền Nam năm 1962 công khai lấy tên Đảng Nhân dân Cách mạng Việt Nam, là thành viên và lãnh đạo Mặt trận Dân tộc Giải phóng Miền Nam Việt Nam , tuyên truyền chủ nghĩa Marx - Lenin (thành phần Mặt trận còn có Đảng Dân chủ, và Đảng Xã hội cấp tiến và các tổ chức do người cộng sản lãnh đạo).

### Đảng cầm quyền duy nhất tại Việt Nam

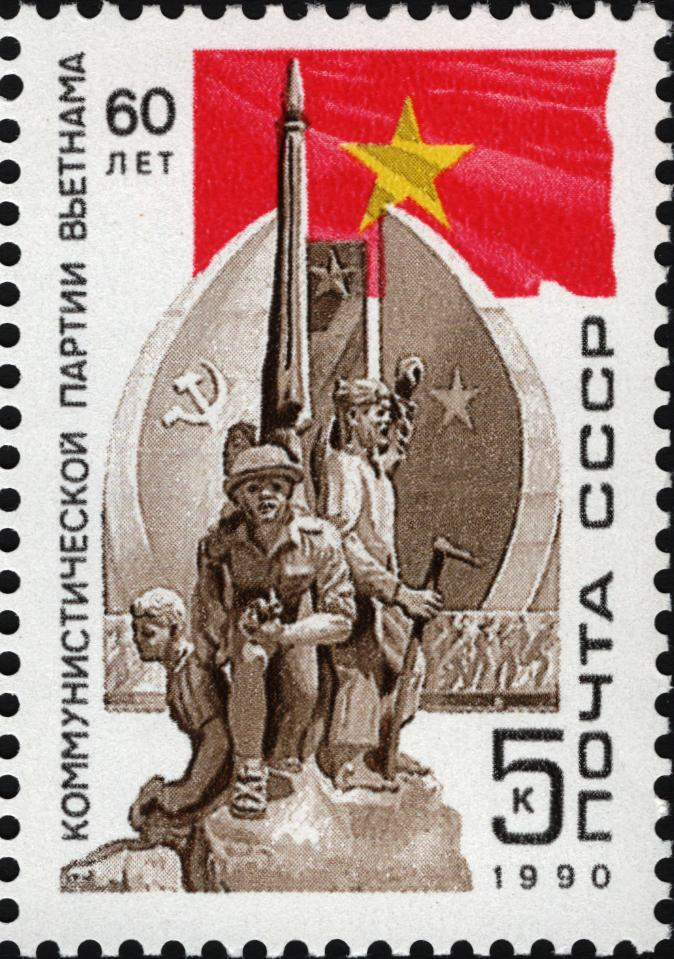
Tem bưu chính Liên Xô kỉ niệm 60 năm thành lập Đảng Cộng sản Việt Nam

Tại Đại hội Đảng toàn quốc lần thứ IV, được tổ chức vào năm 1976 sau khi chấm dứt Chiến tranh Việt Nam, tên Đảng được đổi lại thành Đảng Cộng sản Việt Nam.
Điều 4 Hiến pháp năm 1980 quy định "Đảng Cộng sản Việt Nam, đội tiên phong và bộ tham mưu chiến đấu của giai cấp công nhân Việt Nam, được vũ trang bằng học thuyết Marx - Lenin, là lực lượng duy nhất lãnh đạo Nhà nước, lãnh đạo xã hội." Đảng cộng sản Việt Nam quyết định nhân sự mọi chức vụ cấp cao trong bộ máy chính quyền, trong quân đội cũng như trong các cơ quan truyền thông, các tổ chức quần chúng, các cơ quan học thuật như Bộ chính trị Đảng Cộng sản Việt Nam quyết định bổ nhiệm nhân sự các chức vụ: Phó Chủ tịch nước, Phó Chủ tịch Quốc hội, Phó Thủ tướng Chính phủ; Ủy viên Hội đồng Quốc phòng - An ninh, Ủy viên Hội đồng Bầu cử quốc gia, Ủy viên Ủy ban Thường vụ Quốc hội, Chủ tịch Hội đồng Dân tộc, Chủ nhiệm các Ủy ban của Quốc hội, Tổng Thư ký Quốc hội - Chủ nhiệm Văn phòng Quốc hội; Chánh án Tòa án Nhân dân tối cao, Viện trưởng Viện Kiểm sát Nhân dân tối cao, Tổng Kiểm toán Nhà nước; Chủ nhiệm Văn phòng Chủ tịch nước, Bộ trưởng, thủ trưởng cơ quan ngang bộ, Chủ tịch Hội đồng Nhân dân, Chủ tịch Ủy ban Nhân dân thành phố Hà Nội, Thành phố Hồ Chí Minh; Ủy viên Quân ủy Trung ương, ủy viên Đảng ủy Công an Trung ương, Chủ nhiệm Tổng cục Chính trị Quân đội Nhân dân Việt Nam, Tổng Tham mưu trưởng Quân đội Nhân dân Việt Nam, phong hoặc thăng quân hàm Đại tướng, Thượng tướng, Đô đốc Hải quân; Chủ tịch Viện Hàn lâm Khoa học Công nghệ Việt Nam, Chủ tịch Viện Hàn lâm Khoa học Xã hội Việt Nam; Chủ tịch, Phó Chủ tịch - Tổng Thư ký Ủy ban Trung ương Mặt trận Tổ quốc Việt Nam, Chủ tịch Tổng Liên đoàn Lao động Việt Nam, Chủ tịch Hội Liên hiệp Phụ nữ Việt Nam, Chủ tịch Hội Nông dân Việt Nam, Chủ tịch Hội Cựu chiến binh Việt Nam...
Đại hội Đảng toàn quốc lần thứ VI năm 1986 diễn ra trong bối cảnh sai lầm của đợt tổng cải cách giá - lương - tiền cuối năm 1985 làm cho kinh tế Việt Nam càng trở nên khó khăn. Đại hội khởi xướng chính sách Đổi Mới, cải tổ bộ máy nhà nước, và chuyển đổi sang phát triển nền kinh tế thị trường theo định hướng xã hội chủ nghĩa, trong khi vẫn duy trì vị trí lãnh đạo chính trị của Đảng Cộng sản.
Đại hội Đảng toàn quốc lần thứ X năm 2006 tiếp tục chính sách đổi mới, đồng thời cho phép Đảng viên làm kinh tế tư nhân.
Đại hội Đảng toàn quốc lần thứ XI năm 2011 thí điểm kết nạp chủ doanh nghiệp tư nhân vào Đảng 
Năm 2017, Đảng Cộng sản Việt Nam ban hành quy định khai trừ đảng viên cố ý nói, viết có nội dung xuyên tạc lịch sử, xuyên tạc sự thật, phủ nhận vai trò lãnh đạo và thành quả cách mạng của Đảng và dân tộc.
Hiện nay Đảng Cộng sản Việt Nam đang đối mặt với tình trạng tham nhũng và sự hình thành các nhóm lợi ích khiến Đảng gặp "nguy cơ về sự phân liệt về chính trị trong Đảng, là nói đến nguy cơ phân liệt đẳng cấp về tổ chức, về cán bộ cảnh báo nguy cơ mất sự thống nhất về chính trị và tư tưởng ở ngay trong chính nội bộ Đảng... nguy cơ Đảng bị phân rã, chia cắt, cát cứ là hết sức nguy hiểm. Trong Đảng mà nảy nòi nhiều "sứ quân" thì nguy cơ khó còn là Đảng Cộng sản nữa; và khi đó, vai trò lãnh đạo, trọng trách lịch sử của Đảng sẽ bị tổn thương và đe dọa nghiêm trọng".
Hội nghị Trung ương 4 (khóa XII) Đảng Cộng sản Việt Nam cho rằng phải "tăng cường xây dựng, chỉnh đốn Đảng; ngăn chặn, đẩy lùi sự suy thoái về tư tưởng chính trị, đạo đức, lối sống, những biểu hiện "tự diễn biến", "tự chuyển hóa" trong nội bộ". Đảng Cộng sản Việt Nam cũng đã ban hành Nghị quyết số 35-NQ/TW "Về tăng cường bảo vệ nền tảng tư tưởng của Đảng, đấu tranh phản bác các quan điểm sai trái, thù địch trong tình hình mới". Theo ông Phùng Hữu Phú, Phó Chủ tịch Hội đồng Lý luận Trung ương Đảng Cộng sản Việt Nam thì hiện nay đã có ý kiến đề nghị bỏ chủ nghĩa Marx-Lenin, chủ nghĩa xã hội vì "đã lạc hậu lắm rồi" tuy nhiên "không còn thừa nhận chủ nghĩa Marx - Lenin tức là không thừa nhận sự lãnh đạo của Đảng. Các đảng phái sẽ mọc lên như nấm và quốc gia sẽ bước vào thời kỳ thập nhị sứ quân, rối loạn". Tại Đại hội Đảng Cộng sản Việt Nam XIII, Bộ trưởng Công an Tô Lâm nhận định "nguy cơ mất an ninh chính trị nội bộ, suy giảm thế trận lòng dân, làm suy yếu sức chiến đấu của Đảng, của chế độ ta từ gốc, từ bên trong là nguy hiểm nhất". Ông Phạm Minh Chính cho rằng tình trạng suy thoái, "tự diễn biến", "tự chuyển hóa" đã được cải thiện, song "đây là vấn đề nhức nhối, còn tiếp tục, phải kiên trì, kiên quyết với nó hơn nữa".

## Tổ chức

### Đại hội Đại biểu toàn quốc
Đảng Cộng sản Việt Nam là một đảng theo Chủ nghĩa Marx-Lenin với nguyên tắc tập trung dân chủ. Đại hội Đại biểu toàn quốc là cơ quan quyền lực cao nhất của Đảng, là cơ quan duy nhất có quyền ban hành hoặc sửa đổi Điều lệ Đảng và cương lĩnh chính trị, thông qua báo cáo tổng kết nhiệm kỳ đã qua và thông qua nghị quyết về phương hướng hành động nhiệm kỳ tới, bầu ra Ban Chấp hành Trung ương là cơ quan lãnh đạo cao nhất việc chấp hành nghị quyết của đại hội.
Đại hội Đảng được tổ chức thường kỳ 5 năm một lần để xác định đường lối lãnh đạo của Đảng và Nhà nước, Đại hội bất thường khi cần.
| Đại hội Đại biểu toàn quốc | Thời gian       | Địa điểm    | Số đại biểu        | Số đảng viên | Nội dung |
| -------------------------- | --------------- | ----------- | ------------------ | ------------ | --- |
| Lần thứ I                  | 27 - 31/3/1935  | Áo Môn      | 13                 | 600          | - Điểm nhấn: Củng cố lại tổ chức Đảng. Thực hiện phong trào Cộng sản ở ba xứ Đông Dương - Chức danh lãnh đạo cao nhất được bầu: Tổng Bí thư Lê Hồng Phong. Tháng 7/1936, Hà Huy Tập được bầu làm Tổng Bí thư. Tháng 3/1938, Nguyễn Văn Cừ được bầu làm Tổng Bí thư. Tháng 11/1940, Trường Chinh được bầu làm Quyền Tổng Bí thư (được bầu chính thức từ 5/1941) |
| Lần thứ II                 | 11 - 19/2/1951  | Tuyên Quang | 158 (53 dự khuyết) | 766.349      | - Điểm nhấn: Đại hội của kháng chiến và kiến quốc. Đổi tên thành Đảng Lao động Việt Nam. - Chức danh lãnh đạo cao nhất được bầu: Chủ tịch Đảng Hồ Chí Minh; Tổng Bí thư Trường Chinh. Đến 10/1956, Trường Chinh từ chức do sai lầm của Cải cách ruộng đất, Hồ Chí Minh được bầu kiêm nhiệm chức vụ Tổng Bí thư |
| Lần thứ III                | 05 - 12/9/1960  | Hà Nội      | 525 (51 dự khuyết) | 500.000      | - Điểm nhấn: Xây dựng Chủ nghĩa xã hội ở miền Bắc, đấu tranh thống nhất nước nhà, tiến hành cách mạng dân tộc dân chủ nhân dân ở miền Nam - Chức danh lãnh đạo cao nhất được bầu: Chủ tịch Đảng Hồ Chí Minh (đến khi mất vào tháng 9/1969); Bí thư thứ nhất Lê Duẩn |
| Lần thứ IV                 | 14 - 20/12/1976 | Hà Nội      | 1008               | 1.550.000    | - Điểm nhấn: Đại hội đầu tiên sau thống nhất, lấy lại tên là Đảng Cộng sản Việt Nam - Chức danh lãnh đạo cao nhất được bầu: Tổng Bí thư Lê Duẩn |
| Lần thứ V                  | 27 - 31/3/1982  | Hà Nội      | 1033               | 1.727.000    | - Điểm nhấn: Giữ gìn và bảo vệ tổ quốc trước tình trạng chiến tranh cục bộ. - Chức danh lãnh đạo cao nhất được bầu: Tổng Bí thư Lê Duẩn. Tháng 7/1986, Trường Chinh được bầu làm Tổng Bí thư thay thế Lê Duẩn vừa qua đời |
| Lần thứ VI                 | 15 - 18/12/1986 | Hà Nội      | 1129               | ~1.900.000   | - Điểm nhấn: Khởi xướng chính sách Đổi Mới - Chức danh lãnh đạo cao nhất được bầu: Tổng Bí thư Nguyễn Văn Linh |
| Lần thứ VII                | 24 - 27/6/1991  | Hà Nội      | 1176               | 2.155.022    | - Điểm nhấn: Ban hành Cương lĩnh xây dựng đất nước trong thời kỳ quá độ lên chủ nghĩa xã hội; Giữ gìn và bảo vệ tổ quốc, tiếp tục phát huy kinh tế và đẩy mạnh mở cửa quan hệ ngoại giao về mọi mặt trong chính trị - xã hội. - Chức danh lãnh đạo cao nhất được bầu: Tổng Bí thư Đỗ Mười |
| Lần thứ VIII               | 28 - 01/7/1996  | Hà Nội      | 1198               | 2.130.000    | - Điểm nhấn: Tổng kết các hoạt động Cộng sản vào thế kỷ XX, xây dựng chủ trương của Đảng vào thế kỷ XXI. - Chủ đề Đại hội: "Tiếp tục sự nghiệp đổi mới, đẩy mạnh công nghiệp hóa, hiện đại hóa vì mục tiêu dân giàu, nước mạnh, xã hội công bằng, văn minh, vững bước đi lên chủ nghĩa xã hội" - Chức danh lãnh đạo cao nhất được bầu: Tổng Bí thư Đỗ Mười. Tháng 12/1997, Lê Khả Phiêu được bầu làm Tổng Bí thư thay thế Đỗ Mười được suy tôn làm Cố vấn |
| Lần thứ IX                 | 19 - 22/4/2001  | Hà Nội      | 1168               | 2.479.719    | - Điểm nhấn: Thay đổi chính sách kinh tế 10 năm, bắt đầu giai đoạn đưa đất nước ra khỏi tình trạng kém phát triển vào năm 2010. - Chủ đề Đại hội: "Phát huy sức mạnh toàn dân tộc, tiếp tục đổi mới, đẩy mạnh công nghiệp hoá, hiện đại hoá, xây dựng và bảo vệ Tổ quốc Việt Nam xã hội chủ nghĩa" - Chức danh lãnh đạo cao nhất được bầu: Tổng Bí thư Nông Đức Mạnh |
| Lần thứ X                  | 18 - 25/4/2006  | Hà Nội      | 1176               | ~3.100.000   | - Điểm nhấn: Thay đổi chính sách kinh tế 10 năm lần 2, đưa đất nước ra khỏi kém phát triển và phấn đấu đến năm 2020 xây dựng đất nước thành nước công nghiệp hóa. - Chủ đề Đại hội: "Nâng cao năng lực lãnh đạo và sức chiến đấu của Đảng, phát huy sức mạnh toàn dân tộc, đẩy mạnh toàn diện công cuộc đổi mới, sớm đưa nước ta ra khỏi tình trạng kém phát triển" - Chức danh lãnh đạo cao nhất được bầu: Tổng Bí thư Nông Đức Mạnh |
| Lần thứ XI                 | 12 - 19/1/2011  | Hà Nội      | 1377               | ~3.600.000   | - Điểm nhấn: Bổ sung, phát triển Cương lĩnh 1991, xác định mục tiêu phát triển phấn đấu đến năm 2020 đưa đất nước cơ bản là nước công nghiệp theo hướng hiện đại - Chủ đề Đại hội: "Tiếp tục nâng cao năng lực lãnh đạo và sức chiến đấu của Đảng, phát huy sức mạnh toàn dân tộc, đẩy mạnh toàn diện công cuộc đổi mới, tạo nền tảng để đến năm 2020 nước ta cơ bản trở thành nước công nghiệp theo hướng hiện đại" - Phương châm chỉ đạo: "Đổi mới - Trí tuệ - Dân chủ - Đoàn kết" - Chức danh lãnh đạo cao nhất được bầu: Tổng Bí thư Nguyễn Phú Trọng |
| Lần thứ XII                | 20 - 28/1/2016  | Hà Nội      | 1510               | ~4.500.000   | - Điểm nhấn: Điều chỉnh mục tiêu phát triển thành phấn đấu sớm đưa đất nước trở thành một nước công nghiệp hiện đại - Chủ đề Đại hội: "Tăng cường xây dựng Đảng trong sạch, vững mạnh; phát huy sức mạnh toàn dân tộc và dân chủ xã hội chủ nghĩa; đẩy mạnh toàn diện, đồng bộ công cuộc đổi mới; bảo vệ vững chắc Tổ quốc, giữ vững môi trường hoà bình, ổn định; phấn đấu sớm đưa Việt Nam cơ bản trở thành nước công nghiệp theo hướng hiện đại" - Phương châm chỉ đạo: "Đoàn kết - Dân chủ - Kỷ cương - Đổi mới" - Chức danh lãnh đạo cao nhất được bầu: Tổng Bí thư Nguyễn Phú Trọng |
| Lần thứ XIII               | 25/1-1/2/2021   | Hà Nội      | 1590               | ~5.300.000   | - Điểm nhấn: Tăng cường xây dựng, chỉnh đốn Đảng và hệ thống chính trị. Xác định tầm nhìn phát triển của Việt Nam đến 2025, 2030 và 2045 - Chủ đề Đại hội: "Tăng cường xây dựng, chỉnh đốn Đảng và hệ thống chính trị trong sạch, vững mạnh; phát huy ý chí, khát vọng, sức mạnh đại đoàn kết toàn dân tộc kết hợp với sức mạnh thời đại; đẩy mạnh đổi mới sáng tạo, phát triển nhanh và bền vững đất nước; bảo vệ vững chắc Tổ quốc, giữ vững môi trường hoà bình, ổn định; phấn đấu đến giữa thế kỷ XXI nước ta trở thành nước phát triển, theo định hướng xã hội chủ nghĩa." - Phương châm chỉ đạo: "Đoàn kết - Dân chủ - Kỷ cương - Sáng tạo - Phát triển" - Chức danh lãnh đạo cao nhất được bầu: Tổng Bí thư Nguyễn Phú Trọng. Tháng 7/2024, Tô Lâm được bầu làm Tổng Bí thư thay thế Nguyễn Phú Trọng vừa qua đời |

### Ban Chấp hành Trung ương
Giữa 2 kỳ đại hội, Ban Chấp hành Trung ương là cơ quan lãnh đạo cao nhất. Nhiệm vụ của Ban Chấp hành Trung ương gồm:
- Tổ chức chỉ đạo thực hiện Cương lĩnh chính trị, Điều lệ đảng, các nghị quyết của đại hội đại biểu toàn quốc; quyết định những chủ trương, chính sách về đối nội, đối ngoại, công tác quần chúng và công tác xây dựng đảng; chuẩn bị đại hội đại biểu toàn quốc nhiệm kỳ tiếp theo, đại hội đại biểu toàn quốc bất thường (nếu có).
- Bầu Bộ Chính trị; bầu Tổng Bí thư trong số Ủy viên Bộ Chính trị; thành lập Ban Bí thư gồm Tổng Bí thư, một số Ủy viên Ban Bí thư do Ban Chấp hành Trung ương bầu trong số Ủy viên Ban Chấp hành Trung ương và một số Ủy viên Bộ Chính trị do Bộ Chính trị phân công; bầu Ủy ban Kiểm tra Trung ương; bầu Chủ nhiệm Ủy ban Kiểm tra Trung ương trong số Ủy viên Ủy ban Kiểm tra Trung ương. Quyết định số lượng Ủy viên Bộ Chính trị, Ủy viên Ban Bí thư và Ủy viên Ủy ban Kiểm tra Trung ương.
- Triệu tập Đại hội đại biểu toàn quốc thường lệ 5 năm một lần; có thể triệu tập sớm hoặc muộn hơn, nhưng không quá một năm. Khi Ban Chấp hành Trung ương xét thấy cần hoặc khi có hơn một nửa số cấp Ủy trực thuộc yêu cầu thì Ban Chấp hành Trung ương triệu tập Đại hội đại biểu toàn quốc bất thường.

#### Bộ Chính trị
Bộ Chính trị là cơ quan lãnh đạo và kiểm tra việc thực hiện nghị quyết Đại hội đại biểu toàn quốc, nghị quyết của Ban Chấp hành Trung ương; quyết định những vấn đề về chủ trương, chính sách, tổ chức, cán bộ; quyết định triệu tập và chuẩn bị nội dung các kỳ họp của Ban Chấp hành Trung ương; báo cáo công việc đã làm trước hội nghị Ban Chấp hành Trung ương hoặc theo yêu cầu của Ban Chấp hành Trung ương.
Các thành viên trong Bộ Chính trị do Ban Chấp hành Trung ương bầu ra. Bộ Chính trị gồm các ủy viên chính thức và có thể có các ủy viên dự khuyết. Đây là những nhân vật quyền lực nhất trong hệ thống chính trị Việt Nam.
Về lý thuyết Đại hội Đảng là cơ quan lãnh đạo cao nhất của Đảng nhưng Đại hội hay bị chi phối bởi Ban Chấp hành Trung ương và đến lượt Ban Chấp hành Trung ương hay bị chi phối bởi Bộ Chính trị.
Các bạn chỉ đạo trung ương trực thuộc Bộ Chính trị bao gồm:
- Ban Chỉ đạo Tây Bắc (đã dừng hoạt động từ ngày 11 tháng 10 năm 2017)
- Ban Chỉ đạo Tây Nam Bộ (đã dừng hoạt động từ ngày 11 tháng 10 năm 2017)
- Ban Chỉ đạo Tây Nguyên (đã dừng hoạt động từ ngày 11 tháng 10 năm 2017)
- Ban Chỉ đạo Cải cách Tư pháp
- Ban Chỉ đạo Phòng, chống tham nhũng, tiêu cực

#### Ban Bí thư
Ban Bí thư là một cơ quan giám sát việc thi hành chính sách hàng ngày của Đảng Cộng sản Việt Nam, quyết định một số vấn đề theo sự phân công của Ban Chấp hành Trung ương.
Thành phần Ban Bí thư gồm có Tổng Bí thư, một số Ủy viên Ban Bí thư do Ban Chấp hành Trung ương bầu trong số Ủy viên Ban Chấp hành Trung ương và một số Ủy viên Bộ Chính trị do Bộ Chính trị phân công.

#### Ủy ban Kiểm tra Trung ương
Ủy ban Kiểm tra Trung ương chuyên xem xét phẩm chất chính trị và tư cách đạo đức các đảng viên là cán bộ cao cấp, các vụ việc tiêu cực liên quan đến các đảng viên cao cấp.
Điều 32 Điều lệ Đảng quy định nhiệm vụ của Uỷ ban kiểm tra các cấp như sau:
1. Kiểm tra đảng viên, kể cả cấp ủy viên cùng cấp khi có dấu hiệu vi phạm tiêu chuẩn đảng viên, tiêu chuẩn cấp ủy viên và trong việc thực hiện nhiệm vụ đảng viên.
2. Kiểm tra tổ chức đảng cấp dưới khi có dấu hiệu vi phạm trong việc chấp hành Cương lĩnh chính trị, Điều lệ Đảng, nghị quyết, chỉ thị của Đảng, các nguyên tắc tổ chức của Đảng; kiểm tra việc thực hiện nhiệm vụ kiểm tra, giám sát và thi hành kỷ luật trong Đảng.
3. Giám sát cấp ủy viên cùng cấp, cán bộ diện cấp ủy cùng cấp quản lý và tổ chức đảng cấp dưới về thực hiện chủ trương, đường lối, chính sách của Đảng, nghị quyết của cấp ủy và đạo đức, lối sống theo quy định của Ban Chấp hành Trung ương.
4. Xem xét, kết luận những trường hợp vi phạm kỷ luật, quyết định hoặc đề nghị cấp ủy thi hành kỷ luật.
5. Giải quyết tố cáo đối với tổ chức đảng và đảng viên; giải quyết khiếu nại về kỷ luật Đảng.
6. Kiểm tra tài chính của cấp ủy cấp dưới và của cơ quan tài chính cấp ủy cùng cấp.

Ủy ban kiểm tra có quyền yêu cầu tổ chức đảng cấp dưới và đảng viên báo cáo, cung cấp tài liệu về những vấn đề liên quan đến nội dung kiểm tra.

#### Các cơ quan trung ương và đơn vị trực thuộc
Sau cuộc cải cách tinh giản bộ máy năm 2025, các cơ quan trung ương tham mưu cho Ban Chấp hành Trung ương bao gồm:
- Văn phòng Trung ương Đảng (tiếp nhận một phần nhiệm vụ của Ban Đối ngoại Trung ương)
- Ban Tổ chức Trung ương (tiếp nhận một phần nhiệm vụ của Ban Bảo vệ, Chăm sóc Sức khỏe Cán bộ Trung ương)
- Ban Tuyên giáo và Dân vận Trung ương (sáp nhập từ Ban Tuyên giáo Trung ương và Ban Dân vận Trung ương)
- Ban Nội chính Trung ương
- Ban Kinh tế Trung ương (đổi tên từ Ban Kinh tế Trung ương)
- Hội đồng Lý luận Trung ương

Các đơn vị trực thuộc Ban Chấp hành Trung ương bao gồm:
- Học viện Chính trị Quốc gia Hồ Chí Minh[44] (tiếp nhận Học viện Hành chính và Quản trị công)
- Nhà xuất bản Chính trị quốc gia - Sự thật
- Báo Nhân dân[45] (tiếp nhận Báo điện tử Đảng Cộng sản Việt Nam và Đài Truyền hình Nhân dân)
- Tạp chí Cộng sản[46] (tiếp nhận các tạp chí của các ban đảng trung ương)

#### Các đảng ủy trực thuộc
Các Đảng ủy trực thuộc Ban Chấp hành Trung ương bao gồm:
- Quân ủy Trung ương
- Đảng ủy Công an Trung ương
- Đảng ủy Chính phủ[47] (cải tổ và sáp nhập từ Ban cán sự đảng Chính phủ và Đảng ủy Khối doanh nghiệp Trung ương): gồm 15 Đảng bộ tại các Bộ và cơ quan ngang bộ của Chính phủ là Bộ Tư pháp; Bộ Công Thương; Bộ Văn hóa, Thể thao và Du lịch; Bộ Ngoại giao; Bộ Y tế; Bộ Giáo dục và Đào tạo; Bộ Tài chính; Bộ Xây dựng; Bộ Nông nghiệp và Môi trường; Bộ Khoa học và Công nghệ; Bộ Nội vụ; Bộ Dân tộc và Tôn giáo; Ngân hàng Nhà nước; Thanh tra Chính phủ; và Đảng bộ các cơ quan tham mưu, giúp việc của Đảng ủy Chính phủ
- Đảng ủy Quốc hội[48] (cải tổ từ Đảng đoàn Quốc hội): gồm 11 Đảng bộ tại các cơ quan thuộc Quốc hội là Văn phòng Quốc hội; Hội đồng Dân tộc; Ủy ban Pháp luật và Tư pháp; Ủy ban Kinh tế và Tài chính; Ủy ban Quốc phòng, An ninh và Đối ngoại; Ủy ban Văn hóa và Xã hội; Ủy ban Khoa học, Công nghệ và Môi trường; Ủy ban Công tác Đại biểu; Ủy ban Dân nguyện và Giám sát; Kiểm toán Nhà nước; và Đảng bộ các cơ quan tham mưu, giúp việc của Đảng ủy Quốc hội
- Đảng ủy Tòa án Nhân dân Tối cao[49] (cải tổ từ Đảng ủy Khối các cơ quan Trung ương): gồm 18 Đảng bộ và Chi bộ trực thuộc
- Đảng ủy Viện Kiểm sát Nhân dân Tối cao[50] (cải tổ từ Đảng ủy Khối các cơ quan Trung ương)
- Đảng ủy Mặt trận Tổ quốc và các đoàn thể trung ương[51] (cải tổ từ Đảng đoàn Mặt trận Tổ quốc Việt Nam và Đảng đoàn các tổ chức chính trị - xã hội): gồm  22 Đảng bộ tại Cơ quan Trung ương Mặt trận Tổ quốc Việt Nam, Tổng Liên đoàn Lao động Việt Nam, Đoàn Thanh niên Cộng sản Hồ Chí Minh, Hội Liên hiệp Phụ nữ Việt Nam, Hội Nông dân Việt Nam, Hội Cưu chiến binh Việt Nam, Liên hiệp các Hội Khoa học và Kỹ thuật Việt Nam, Liên hiệp các Hội Văn học nghệ thuật Việt Nam, Hội Nhà văn Việt Nam, Liên minh Hợp tác xã Việt Nam, Liên hiệp các tổ chức hữu nghị Việt Nam, Hội Chữ thập đỏ Việt Nam, Hội Luật gia Việt Nam, Hội Nhà báo Việt Nam, Hội Người cao tuổi Việt Nam, Liên đoàn Thương mại và Công nghiệp Việt Nam, Liên đoàn Luật sư Việt Nam, Hội Đông y Việt Nam, Hội Người mù Việt Nam, Hội Bảo trợ người khuyết tật và trẻ mồ côi Việt Nam, Hội Khuyến học Việt Nam, và Đảng bộ các cơ quan tham mưu, giúp việc của Đảng uỷ Mặt trận Tổ quốc, các đoàn thể Trung ương
- Đảng bộ các cơ quan Đảng ở Trung ương[52]

### Các Đảng bộ cấp tỉnh
- Đảng bộ các tỉnh, thành phố trực thuộc trung ương: dự kiến có 34 Tỉnh ủy và Thành ủy sau khi hoàn thành sáp nhận và tinh gọn bộ máy hành chính cấp tỉnh trong năm 2025[53][54]; còn hiện tại có 57 Tỉnh ủy và 6 Thành ủy

## Lãnh đạo

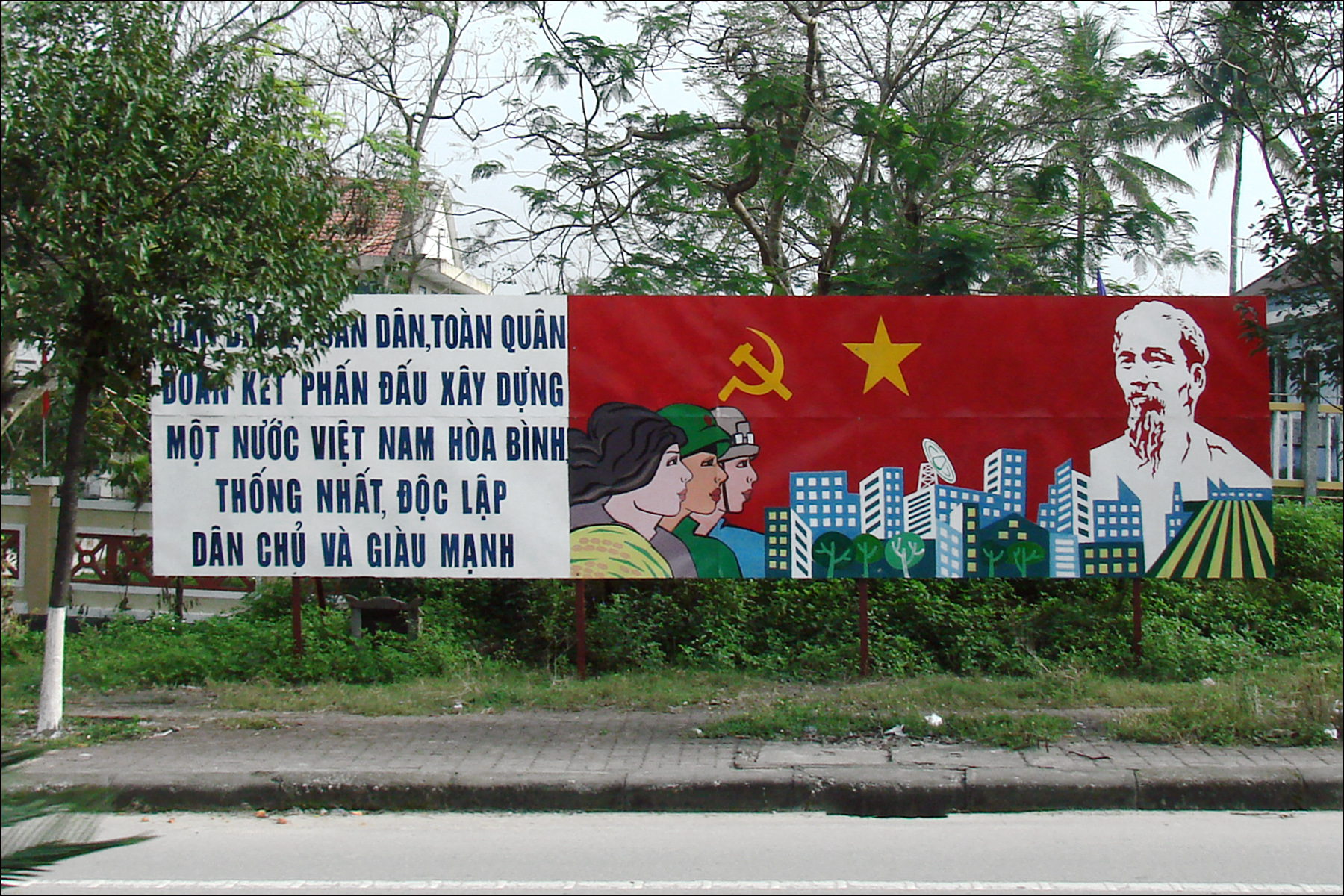
Áp phích tuyên truyền của Đảng ở Huế

Khi Đảng Cộng sản Việt Nam được thành lập vào ngày 3 tháng 2 năm 1930, Nguyễn Ái Quốc, đại diện Quốc tế Cộng sản và người tổ chức Hội nghị thống nhất đã chỉ định người đứng đầu điều hành Ban Chấp hành Trung ương Đảng đầu tiên với cương vị Bí thư Ban Chấp hành Trung ương Lâm thời Đảng Cộng sản Việt Nam là Trịnh Đình Cửu. Ông giữ chức vụ này cho đến tháng 10 năm 1930 khi Hội nghị lần thứ nhất Ban Chấp hành Trung ương Đảng bầu Trần Phú làm Tổng Bí thư.
Tại Hội nghị Trung ương lần thứ nhất diễn ra từ ngày 12 đến 27 tháng 10 năm 1930, Trần Phú được bầu vào vị trí đứng đầu Ban Chấp hành trung ương với danh xưng Tổng Bí thư Ban Chấp hành Trung ương Đảng Cộng sản Đông Dương. Ông được coi là Tổng Bí thư đầu tiên của Đảng.
Sau khi Tổng Bí thư Trần Phú bị bắt và mất trong nhà thương Chợ Quán ngày 6 tháng 9 năm 1931, chức vụ Tổng Bí thư bị khuyết do Trung ương Đảng bị truy bắt dữ dội, gần như tê liệt. Trước tình hình đó, dưới sự chỉ đạo của Quốc tế Cộng sản, tháng 3 năm 1934, tại Ma Cao, Ban Chỉ huy hải ngoại của Đảng Cộng sản Đông Dương được thành lập, do Lê Hồng Phong làm Bí thư. Do tình hình Ban Chấp hành Trung ương trong nước gần như bị tê liệt, nên Ban Chỉ huy hải ngoại kiêm Ban Chấp hành Trung ương lâm thời. Chức vụ Bí thư Ban Chỉ huy hải ngoại của Đảng Cộng sản Đông Dương bấy giờ giữ vai trò như Tổng Bí thư. Đại hội Đại biểu Đảng Cộng sản Đông Dương lần thứ I (27-31/3/1935), Hà Huy Tập được bầu làm Bí thư Ban Chỉ huy hải ngoại thay thế Lê Hồng Phong đã được Đại hội Đảng bầu là Tổng Bí thư Ban Chấp hành Trung ương Đảng. Mãi đến Tháng 7 năm 1936, Bí thư Ban Chỉ huy hải ngoại Hà Huy Tập về nước và giữ chức Tổng Bí thư, trở lại thành chức vụ lãnh đạo cao nhất.
Cương vị lãnh đạo cao nhất của Tổng Bí thư được duy trì cho đến Đại hội đại biểu toàn quốc lần thứ II, từ ngày 11 đến ngày 19 tháng 2 năm 1951. Tại đại hội này, xác lập chức vụ danh dự là Chủ tịch Ban chấp hành Trung ương Đảng Lao động Việt Nam, gọi tắt là Chủ tịch Đảng, được xem là cao hơn cương vị Tổng Bí thư. Tuy đây chỉ là chức vụ danh dự, nhưng do uy tín lớn của Chủ tịch Đảng Hồ Chí Minh, nên hầu như đây là chức vụ thực quyền, nhất là sau Hội nghị Trung ương về vấn đề sửa sai cải cách ruộng đất tháng 10 năm 1956, Tổng Bí thư Trường Chinh từ chức, Chủ tịch Đảng Hồ Chí Minh được coi như kiêm giữ luôn chức vụ Tổng Bí thư.
Tại Đại hội đại biểu toàn quốc lần thứ III tháng 9 năm 1960, tuy không bầu ra chức vụ Tổng bí thư, nhưng chức vụ Bí thư thứ nhất Ban chấp hành Trung ương Đảng Lao động Việt Nam được thành lập, do Lê Duẩn nắm giữ. Chức vụ này mô phỏng theo Liên Xô, nhưng vẫn duy trì chức vụ Chủ tịch Đảng theo kiểu Trung Quốc. Sau khi Chủ tịch Hồ Chí Minh qua đời năm 1969 thì chức vụ Chủ tịch Đảng cũng bị bãi bỏ.
Chức vụ Bí thư thứ nhất trở thành chức vụ đứng đầu Ban Chấp hành Trung ương cho đến Đại hội Đại biểu toàn quốc lần thứ IV tháng 12 năm 1976. Tại đại hội này, chức vụ Bí thư thứ nhất được bãi bỏ và chức vụ đứng đầu Ban Chấp hành trung ương trở thành Tổng Bí thư Ban Chấp hành Trung ương Đảng Cộng sản Việt Nam, vẫn do Lê Duẩn nắm giữ. Từ đó, chức vụ này ổn định vai trò và danh xưng cho đến tận ngày nay.
Từ ngày 19 tháng 7 năm 2024, vị trí Tổng Bí thư đang bị bỏ trống, sau khi Tổng Bí thư đương nhiệm là ông Nguyễn Phú Trọng qua đời.

## Đảng viên
Tính đến năm 2014, toàn Đảng Cộng sản Việt Nam có 4.480.707 đảng viên, sinh hoạt ở 262.894 chi bộ thuộc 56.548 tổ chức cơ sở đảng, thuộc 67 đảng bộ trực thuộc Trung ương. Trong đó, số đảng viên sinh hoạt ở xã là 1.888.352 (42,1%); sinh hoạt ở phường, thị trấn là 853.357 (19,1%); sinh hoạt tại các doanh nghiệp nhà nước là 266.541 (5,9%); tại các doanh nghiệp cổ phần vốn nhà nước là 113.568 (2,53%); tại các doanh nghiệp tư nhân là 45.824 (1,02%); tại các tổ chức đảng có vốn đầu tư nước ngoài là 9.470 (0,21%), tại các đơn vị sự nghiệp là 289.179 (6,45%), tại các cơ quan hành chính là 422.900 (9,38%), trong quân đội, công an là 550.898 (12,3%), trong các tổ chức đảng ngoài nước là 10.000 (0,23%). Số lượng Đảng viên Đảng Cộng sản Việt Nam tính đến năm 2019 là khoảng hơn 5,2 triệu đảng viên. Hiện nay, việc phát triển đảng viên đang gặp nhiều khó khăn vì nhiều bạn trẻ ngại vào Đảng khiến tình trạng già hóa hiện rõ trong đội ngũ đảng viên Đảng Cộng sản Việt Nam.
Báo Dân trí cho rằng một thời gian dài, tình trạng suy thoái về tư tưởng chính trị và đạo đức, lối sống, "tự diễn biến", "tự chuyển hoá" trong đội ngũ cán bộ, đảng viên xảy ra nghiêm trọng làm giảm sút vai trò lãnh đạo của Đảng, suy giảm niềm tin trong nhân dân dẫn đến tình trạng thiếu nguồn phát triển đảng viên như hiện nay. Chính vì vậy Đảng Cộng sản Việt Nam phải tự đổi mới, tạo sức hút mới, củng cố niềm tin trong các tầng lớp nhân dân.

## Ảnh hưởng lên các quốc gia xung quanh
Vào những năm mới thành lập, Quốc tế Cộng sản giao nhiệm vụ cho Đảng Cộng sản Đông Dương đào tạo cán bộ và lãnh đạo nhân dân 3 nước Việt Nam, Lào và Campuchia đấu tranh chống thực dân Pháp. Từ năm 1930 đến 1951 nhiều cán bộ và chiến sĩ cộng sản Lào và Campuchia đã được đào tạo và hoạt động tại nước họ. Có thể kể đến:
- Sơn Ngọc Minh, Tou Samouth và Pen Sovan của Campuchia[64]
- Kaysone Phomvihane, Sisavath Keobounphanh và Souphanouvong của Lào[65]

Năm 1951 tại Đại hội Đảng lần II, Đảng Cộng sản Đông Dương quyết định tổ chức một đảng cộng sản riêng cho từng nước Đông Dương. Ở Việt Nam là Đảng Lao động Việt Nam, ở Lào là Đảng Nhân dân Cách mạng Lào và ở Campuchia là Đảng Nhân dân Cách mạng Campuchia.
Ngoài ra lãnh tụ Hồ Chí Minh và Đảng Cộng sản Đông Dương từng hỗ trợ và đào tạo cán bộ cho Đảng Cộng sản Thái Lan và Đảng Cộng sản Malaysia.

### Lào
Đảng Nhân dân Cách mạng Lào chính thức thành lập vào ngày 22 tháng 3 năm 1955 tại tỉnh Houaphan, Lào. Đại hội I có 25 đại biểu tham dự, đã đề ra cương lĩnh và điều lệ đảng. Ban Chỉ đạo Trung ương được thành lập với Kaysone Phomvihane, Nouhak Phoumsavanh, Sisavath Keobounphanh, Boun Phommahaxai và Khamsen. Trong đó Kaysone Phomvihane được bầu làm Tổng Bí thư đầu tiên.
Ngày nay Đảng Nhân dân Cách mạng Lào là chính đảng cầm quyền duy nhất tại Cộng hòa Dân chủ Nhân dân Lào.

Đảng kỳ Đảng Nhân dân Cách mạng Lào

### Campuchia
Đảng Nhân dân Cách mạng Campuchia chính thức thành lập vào ngày 28 tháng 6 năm 1951 tại Việt Bắc, Việt Nam. Ban Chấp hành Trung ương chính thức được bầu vào ngày 21 tháng 9 năm 1951 với Sơn Ngọc Minh làm Chủ tịch Đảng đầu tiên và Tou Samouth trở thành Tổng Bí thư đầu tiên.
Ngày nay Đảng Nhân dân Campuchia là kế tục của Đảng Nhân dân Cách mạng cũ và là chính đảng lớn cầm quyền tại Vương quốc Campuchia.

Huy hiệu Đảng Nhân dân Campuchia

### Thái Lan
Nguyễn Ái Quốc từng có thời gian hoạt động ở Thái Lan với bí danh "Thầu Chín". Trong thời gian này Nguyễn Ái Quốc đã tuyên truyền chủ nghĩa cộng sản cho người Thái, Việt Kiều ở Thái Lan và người Thái gốc Hoa.
Ngày 20 tháng 4 năm 1930 Đảng Cộng sản Xiêm sơ khởi được thành lập tại thủ đô Bangkok, dưới sự chủ trì của Nguyễn Ái Quốc. Ngày 1 tháng 12 năm 1942 thì đảng đổi tên thành Đảng Cộng sản Thái Lan và hoàn thiện ban chấp hành, trụ sở đặt tại thủ đô Bangkok. Một cán bổ Đảng Cộng sản Đông Dương tên là Nguyễn Chính Giao từng được cửa sang Thái Lan hỗ trợ hoạt động của Đảng Cộng sản Xiêm từ 1934 đến 1937.
Từ năm 1965 đến 1983, Đảng Cộng sản Thái Lan lãnh đạo phong trào nổi dậy chống chế độ quân phiệt và quân chủ tại Thái Lan, nhưng không thành công. Phong trào cộng sản suy yếu dần và tan rã vào khoảng năm 1990.
Hiện tại không có chính đảng cộng sản được cấp phép hoạt động tại Thái Lan.

Đảng kỳ Đảng Cộng sản Thái Lan

### Malaysia
Nguyễn Ái Quốc cũng từng giúp đỡ thành lập Đảng Cộng sản Mã Lai giai đoạn đầu. Sau khi đã hỗ trợ thành lập Đảng Cộng sản Xiêm, Nguyễn Ái Quốc di chuyển đến Malaysia và Singapore tham dự cuộc họp của Đảng Cộng sản Nam Dương vào tháng 4 năm 1930. Cuộc họp quyết định cải tổ và đổi tên đảng thành Đảng Cộng sản Mã Lai.
Đảng Cộng sản Mã Lai có phần đông đảng viên thuộc người Malaysia gốc Hoa. Từ 1948 đến 1989, đảng lãnh đạo phong trao du kích chống lại Chính phủ Malaysia và Anh Quốc, nhưng không thành công. Giai đoạn 1948-1960 được gọi Tình trạng khẩn cấp Malaya. Giai đoạn 1968-1989 là Nổi dậy cộng sản tại Malaysia. Năm 1983 đảng đổi tên thành Đảng Cộng sản Malaysia.
Tuy nhiên vì khoảng cách địa lý nên Đảng Cộng sản Việt Nam không thể trực tiếp hỗ trợ Đảng Cộng sản Malaysia. Ngày 2 tháng 12 năm 1989 quân du kích cộng sản buông súng đầu hàng chính phủ và Đảng Cộng sản Malaysia giải tán.
Hiện tại không có chính đảng cộng sản được cấp phép hoạt động tại Malaysia.

Đảng kỳ Đảng Cộng sản Malaysia